# رامپوکان

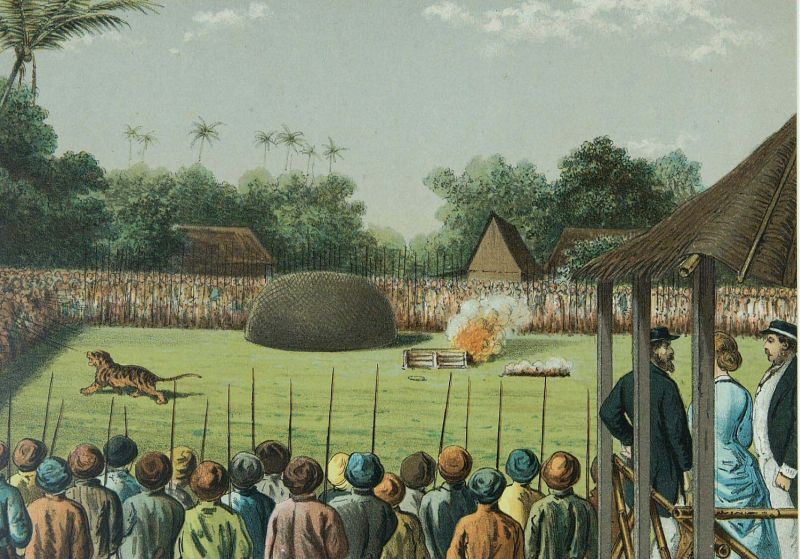
چاپ سنگی یک رامپوکان در اواسط قرن نوزدهم.

رامپوکان یک مبارزهٔ سنتی با گربه‌های بزرگ در جاوه بود که از قرن هفدهم تا آغاز قرن بیستم برگزار می‌شد. در این مراسم، پلنگ‌ها یا ببرها از جعبه‌های چوبی‌ای که در وسط زمین قرار می‌گرفتند رها می‌شدند و توسط جنگجویان، با نیزه‌هایی که سعی می‌کردند از خارج شدن آن‌ها از دایره جلوگیری کنند، محاصره می‌شدند. رامپوکان در اواخر ماه رمضان برگزار می‌شد. در این مبارزه که نمادی برای غلبه بر شر بود، اگر ببرها و پلنگ‌ها موفق به شکستن دایره می‌شدند، به‌عنوان یک فاجعه مانند قحطی تلقی می‌شد.